# Hartford (Connecticut)
Hartford (kiejtése angolul: [ˈhɑːtfəd]) Connecticut egyik nagyvárosa, és egyben fővárosa. Hartford megyében található a Connecticut folyó partján, az állam középpontjától északra. 2006-ban a népessége 124 512 fő volt. Hartford az állam harmadik legnagyobb városa Bridgeport és New Haven után.
Számos biztosítási cégnek itt található a székhelye, és a biztosítás a régió legfontosabb ágazata. A közel 400 éves Hartford az Egyesült Államok egyik legrégebbi városa, és a polgárháborút követően az ország leggazdagabb városa lett. 1868-ban Mark Twain így kiáltott fel: „Az összes gyöngyőrű város közül, amelyet szerencsés voltam láthatni, Hartford az első.”
A 21. században, viszonylagos stagnálást követően, Hartford új virágzásnak indult. A Connecticut Convention Center 2005-ben nyílt meg, ezt követte a Connecticut Science Center 2009-ben. Az 1960-as években a 91-es autópálya építése gyakorlatilag elvágta a várost a Connecticut folyótól; most nagyszabású tájalakítási tervekkel próbálják a vízpartot visszacsatolni.
Hartfordban található az ország legrégebbi nyilvános művészeti múzeuma (Wadsworth Atheneum), a legrégebbi közpark (Bushnell Park) és a legrégebbi folyamatosan kiadott újság (The Hartford Courant).

## Kulturális élete
- 1969-ben itt rendezte meg Würtzler Arisztid az első nemzetközi hárfaversenyt Amerikában.

## Híres hartfordiak
- Charlotte Perkins Gilman - írónő

## Fordítás
- Ez a szócikk részben vagy egészben a Hartford, Connecticut című angol Wikipédia-szócikk ezen változatának fordításán alapul.  Az eredeti cikk szerkesztőit annak laptörténete sorolja fel. Ez a jelzés csupán a megfogalmazás eredetét és a szerzői jogokat jelzi, nem szolgál a cikkben szereplő információk forrásmegjelöléseként.